# 半导体器件
半导体器件（英語：semiconductor device）是利用半导体材料的特殊电特性来完成特定功能的电子器件。半導體的導電性介於良導電體與絕緣體之間，这些半导体材料通常是硅、锗或砷化镓，並經過各式特定的滲雜，產生P型或N型半導體，作成整流器、振盪器、發光器、放大器、測光器等元件或設備。 常見的半導體元件有二極體、電晶體等。

麻省理工学院官网首页2012年4月24日宣布: 唐爽和崔瑟豪斯夫人 提出“唐-崔瑟豪斯理论” 构建狄拉克型半导体，其电子和空穴可以具有各种相对论相应，或可引领新型半导体芯片和能源转换器件的研发。

普通半导体如硅、砷化镓、碳化硅等材料构成的传统器件中，电子和空穴通常可以用非相对论性的抛物线型色散关系来描述其能量-动能关系，而在最近研发的新型半导体中，包括由麻省理工学院的唐爽和崔瑟豪斯夫人提出的准狄拉克材料、半狄拉克材料等（唐-崔瑟豪斯理论）, 电子和空穴可以具有不同的相对论效应。这些相对论性的新型半导体材料或可引领下一代计算机芯片、能源装置的研发。

## 晶体管

### 双极性晶体管
由发射极、基极、集电极三个电极组成，由通过基极的电流大小可以控制通过发射极和集电极的电流大小，双极性晶体管能够放大信号，并且具有较好的功率控制、高速工作以及耐久能力。

计算机仿真展现的纳米线MOSFET中反型沟道的形成（电子密度的变化）。随着电压增加，导电沟道形成，电流增加，场效应管开通

### 场效应晶体管
由源极、栅极、漏极三电极组成，由施加在栅极上的电压可以控制导电沟道的开通关闭，可用于信号放大，且由于漏电流比双极性晶体管小，是现代数字集成电路的基础。

## 可靠性
半导体器件对杂质和灰尘很敏感。所以在繁复的生产工艺中，精确控制杂质和灰尘的等级是非常必要的。最终产品的品質很大程度上依靠生产中的各个相对独立而又相互影响的生产阶段，例如金属化（metallization）、芯片材料（chip material）、封装等。
由于技术飞速进步，新材料和新工艺不断被用于新研发的器件中，设计时间表根据非循环工程常数（non-recurring engineering）限定，再加上市场对设计时间不断提出苛刻要求，所以可靠性设计基本不可能按照已有的产品进行。
为达到一定的经济指标，半导体产品总一大批量生产的；并且修理半导体产成品也是不实际的。所以半导体产品在设计阶段加入可靠性的概念和在生产阶段减少变量就成为十分必要的要求。半导体器件可靠性取决于装配，使用，环境状况。影响因素包括气体、灰尘、沾污、电压、电流密度、温度、湿度、应力，往复振动，剧烈震荡、压强和电磁场的强度。
设计方面影响半导体器件可靠性的因素包括：电压衰退、功率衰退、电流衰退、稳定性、逻辑时间变差（logic simulation）、时效分析（timing analysis）、温度衰退和工艺控制。

### 提高方法
半导体器件可靠性依靠以下方法保证其处于高水准：
1. 在無塵室内生产，以控制杂质。
2. 严格的工艺控制，减少变量。
3. 老化（短时间，极端条件下运转）并测试以减少不合格品漏过。
4. 半导体芯片测试，指在封装前，用连接测试设备的探针，在显微设备下接触芯片并进行测试，去除不合格品。
5. 用整套参数测试封装后的半导体器件，确保产品能正常运作。

### 引用
1. ↑  施敏《半導體元件物理學》（Physics of Semiconductor Devices）
2. ↑  Charles Kittel. . 1996: 202. ISBN 978-0-471-11181-8.
3. ↑  Green, M. A. . Journal of Applied Physics. 1990, 67 (6): 2944–2954. Bibcode:1990JAP....67.2944G. doi:10.1063/1.345414.
4. ↑  New material shares many of graphene’s unusual properties. Thin films of bismuth-antimony have potential for new semiconductor chips, thermoelectric devices （页面存档备份，存于）. MIT News Office (24 April 2012).
5. ↑  Tang, Shuang; Dresselhaus, Mildred. . Nano Letters. 2012, 12 (4): 2021–2026. doi:10.1021/nl300064d.
6. ↑  Tang, Shuang; Dresselhaus, Mildred. . Nanoscale. 2012, 4 (24): 7786–7790. doi:10.1039/C2NR32436A.

### 文献
- Giulio Di Giacomo (Dec 1, 1996), Reliability of Electronic Packages and Semiconductor Devices, McGraw-Hill
- A. Christou and B.A. Unger (Dec 31, 1989), Semiconductor Device Reliability, NATO Science Series E
- Michael Pecht, Riko Radojcic, and Gopal Rao (Dec 29, 1998), Guidebook for Managing Silicon Chip Reliability (Electronic Packaging Series), CRC Press LLC
- MIL-HDBK-217F Reliability Prediction of Electronic Equipment
- MIL-HDBK-251 Reliability/Design Thermal Applications
- MIL-HDBK-H 108 Sampling Procedures and Tables for Life and Reliability Testing (Based on Exponential Distribution)
- MIL-HDBK-338 Electronic Reliability Design Handbook
- MIL-HDBK-344 Environmental Stress Screening of Electronic Equipment
- MIL-STD-690C Failure Rate Sampling Plans and Procedures
- MIL-STD-721C Definition of Terms for Reliability and Maintainability
- MIL-STD-756B Reliability Modeling and Prediction
- MIL-HDBK-781 Reliability Test Methods, Plans and Environments for Engineering Development, Qualification and Production
- MIL-STD-1543B Reliability Program Requirements for Space and Missile Systems
- MIL-STD-1629A Procedures for Performing a Failure Mode, Effects, and Criticality Analysis
- MIL-STD-1686B Electrostatic Discharge Control Program for Protection of Electrical and Electronic Parts, Assemblies and Equipment (Excluding Electrically Initiated Explosive Devices)
- MIL-STD-2074 Failure Classification for Reliability Testing
- MIL-STD-2164 Environment Stress Screening Process for Electronic Equipment